# Lymphogranuloma venereum
Lymphogranuloma venereum, könssjukdom som tidigare var vanligast i tropikerna. Sjukdomen gick då den först uppträdde i Sverige (någon gång under första halvan av 1900-talet) under namnet Den fjärde könssjukdomen, detta eftersom det var den fjärde man kände till på den tiden. De tre föregående var gonorré, syfilis och mjuk schanker.
Sjukdomen orsakas av en viss typ av bakterien Chlamydia trachomatis och den uppträder i tre stadier:
1. Små utslag på könsorganen uppträder 5–21 dagar efter att man blivit smittad. Dessa utslag kan lätt missas.
2. Svullna lymfkörtlar i ljumsken/ljumskarna uppträder en eller ett par månader senare. I början är lymfkörtlarna hårda, men de smälter så småningom ner. Varbildningar bildas som tränger igenom huden så att fistlar uppstår.
3. Stas av lymfvägarna sker vilket leder till ödem och elefantiasis. Det kan dröja flera år innan sjukdomen når detta stadium.

I elakartade fall av sjukdomen kan även lymkörtlar i ändtarmsregionen och i bäckenet drabbas, då uppstår allmänna symtom med feber och kraftig avmagring som främsta kännetecken. Sjukdomen kan framgångsrikt behandlas med antibiotika.